# Rundbladet bærmispel
Rundbladet bærmispel (Amelanchier ovalis) er en mellemstor, løvfældende busk med en åben, senere dog oval vækstform. 
Barken er først hvidfiltet, så bliver den glat og mørkebrun, og på gamle grene er den grå eller gråbrun. Knopperne er spredtstillede, og de er smalle, spidse og rødbrune. Bladene er ægformede til ovale med fint takket rand. Først er de hvidfiltede på begge sider, men hen på sommeren falder hårede af oversiden, som bliver mørkegrøn, mens undersiden bliver ved med at være gråfiltet. Høstfarven er orange til rød. 
Blomstringen sker i maj, hvor man kan se de hvide blomster sidde samlet i korte klaser. Den enkelte blomst har lange, hvide kronblade og talrige, gule støvdragere. Frugterne er blå-sorte bær, der smager sødligt og gerne efterstræbes af fugle.
Rodnettet former sig efter jordbundsforholdene, men i veldrænet jord består det af mange dybtgående hovedrødder med forholdsvist få finrødder. Planten kan danne rodskud. 
Højde x bredde og årlig tilvækst: 2 x 2 m (25 x 25 cm/år).

## Hjemsted
Rundbladet bærmispel hører hjemme i de europæiske bjerge, hvor den findes på alle slags jordbund, dog mest på porøs kalk. 
I Tyrol danner den plantesamfund nær skovgrænsen, og på bjerget Schliefwaldtobel, som ligger i Brandnertal, Vorarlberg, har man sydvestvendte skråninger med 25 % hældning i 1.120 m højde. Undergrunden består af dolomit, og overjorden er en rendzina, som er dannet oven på et gruset forvitringslag. Her findes arten sammen med bl.a. akselrøn, alm. berberis, alm. gyldenris, alpekugleblomst, alpestjerne, Brachypodium rupestre (en stilkaks-art), buksbommælkeurt, filthåret dværgmispel, fransk bjergfyr, grenet edderkopurt, håret alperose, kalkrørhvene, kranslilje, liden klokke, liljekonval, mørk akeleje, nikkende flitteraks, pilebladet tusindstråle, Sesleria varia (en blåaks-art), skinnende skabiose, skovhullæbe, skovjordbær, stor blåtop, storblomstret brunelle og tidlig timian.
| Portal | Portal:Botanik |

## Note
1. ↑  www.vorarlberg.at: Georg Grabherr, Mario Broggi og deres respektive medarbejdere: Vorarlberger Biotopinventar 84/89 (tysk)